# Zaisersweiher Bach
Der Zaisersweiher Bach ist ein 4,2 km langer Bach im Baden-Württemberg, der bei Zaisersweiher im Enzkreis von rechts in die untere Metter mündet.

## Name
Den Namen erhielt er vom Ort Zaisersweiher, den er als einzigen durchfließt. Laut Flurkarte des Staatlichen Vermessungsamts Baden-Württemberg erhielt er zudem den Namen Reutbach (zuvor offiziell nur Wassergraben Nr. 1 genannt).

## Geographie

### Verlauf
Der Zaisersweiher Bach entsteht mittig zwischen den Orten Zaisersweiher, Maulbronn, Freudenstein und Diefenbach im Allmendwald. Er entspringt etwa auf 294 m ü. NHN und fließt konstant in südöstliche Richtung. Er bewässert nach etwa 60 m den künstlich von den Mönchen des Klosters Maulbronn angelegten Reutsee und erreicht nach etwa 2 km das Dorf Zaisersweiher. Zwischen der Post- und Brühlstraße ist der Bach kanalisiert und im Bereich des Ortsausgangs nimmt er den Schmietränkbach auf. Er mündet schließlich auf 250 m ü. NHN auf Schützinger Gemarkung von rechts in die Metter.

### Einzugsgebiet
Der Zaisersweiher Bach hat ein 6,2 km² großes Einzugsgebiet. Es hat ungefähr die Gestalt eines Dreiecks mit einem nach Südwesten zeigenden rechten Winkels und ähnelt der Gemarkung Zaisersweihers. Im Nordwesten befindet sich der Scheuelberg, welcher zwischen Maulbronn und Freudenstein liegt. Der Nordhang des Scheuelbergs entwässert in die Weißach und der südwestliche Abhang in die Salzach, die beiden Quellarme des Saalbachs, welcher in den Rhein mündet. Im Nordosten befindet sich das Einzugsgebiet der Metter, der bei Bietigheim-Bissingen in die Enz fließt. Im Süden bildet der Kamm des Hambergs und Eichelbergs die Grenze zum Einzugsgebiet des Scherbentalbachs, der in Lienzingen in den Schmiebach mündet. Die Westgrenze ist somit identisch mit der Wasserscheide zwischen Rhein und Neckar.
Naturräumlich befindet sich das Areal am Rande des Strombergs. Im Westen befindet sich das Brettener Hügelland, welches zur Kraichgaulandschaft gezählt wird. Dieses ist gekennzeichnet durch eine dicke Lößschicht und zahlreichen Mulden. Der nördliche Bereich von Scheuelberg bis zum Gewann Reut ist geprägt von Bunten Mergeln, welche nur schwer Wasser aufnehmen. Ähnliches gilt für den südlichen Ham- und Eichelberg. Im Tal dazwischen stehen Schilfsandstein und Gipskeuper an.
Das Einzugsgebiet gehört zur Gänze zum Naturpark Stromberg-Heuchelberg.

### Zuflüsse und Seen

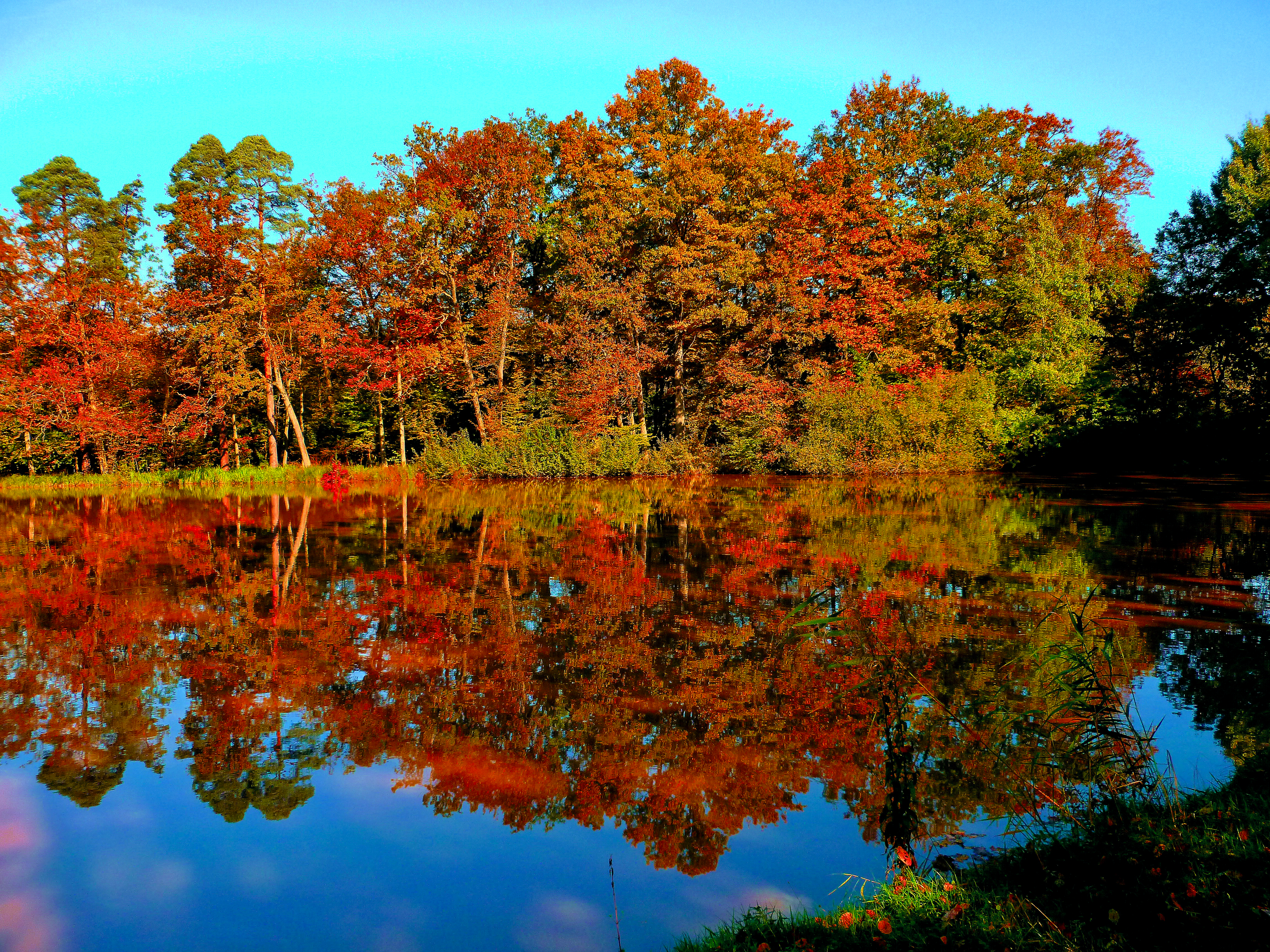
Reutsee bei Zaisersweiher

Liste der Zuflüsse und  Seen von der Quelle zur Mündung. Gewässerlänge,  Seefläche und Höhe nach den entsprechenden Layern auf der Onlinekarte der LUBW. Andere Quellen für die Angaben sind vermerkt.
- Durchfließt auf 286 m ü. NHN[3] den (Unteren) Reutsee kurz vor dem Waldaustritt in die offene Flur um Zaisenweiher, 0,63 ha.
- Schmietränkbach, von rechts und Westen auf etwa 260 m ü. NHN in Zaisersweiher, 0,9 km. Entsteht auf etwa 257 m ü. NHN westlich von Zaisersweiher.
- (Waldbach (NN-DP4)), von rechts und Westsüdwesten auf etwa 256 m ü. NHN im Talwaldriegel Talsee, 0,9 km. Entsteht auf etwa 280 m ü. NHN südlich von Zaisersweiher im Waldgewann Rücken.
- (Waldbach (NN-JD8)), von rechts und Südwesten auf etwa 254 m ü. NHN zuletzt in der Wiesenaue der Talwiesen, 1,3 km. Entsteht auf etwa 287 m ü. NHN südsüdöstlich von Zaisersweiher im Waldgewann Rücken.
- Passiert auf etwa 252 m ü. NHN einen baumumstandenen Teich linksseits kurz vor der Mündung, 0,08 ha.

Weitere ehedem von den Mönchen angelegte Seen außer dem Unteren Reutsee wurden inzwischen wieder trockengelegt. Hierzu zählten der Obere Reutsee (bis 1860) und der nahe dem Mündungsbereich gelegene Thalsee (bis 1790), der auch Zaisersweiher See genannt wurde.

### LUBW
Amtliche Online-Gewässerkarte mit passendem Ausschnitt und den hier benutzten Layern: Lauf und Einzugsgebiet des Zaisersweiher Bachs

Allgemeiner Einstieg ohne Voreinstellungen und Layer: Daten- und Kartendienst der Landesanstalt für Umwelt Baden-Württemberg (LUBW) (Hinweise)
1. 1 2  Der Bach ist als Reutbach beschriftet auf:
  - dem Layer WMS LGL-BW ALKIS Basis transparent von Geoportal Baden-Württemberg (Hinweise).

Ebenfalls erwähnt ist dieser Name auf:
  - Martin Ehlers/Andreas Felchle: Zaisersweiher - Ein Lesebuch zur Ortsgeschichte. IPa Verlag, Vaihingen(Enz) 2000, ISBN 3-933486-13-0, S. 40

Auf allen Gewässerlayern von
  - Daten- und Kartendienst der Landesanstalt für Umwelt Baden-Württemberg (LUBW) (Hinweise)

wird er Bach dagegen Zaiserweiher Bach genannt.
2. 1 2  Höhe nach dem Höhenlinienbild auf dem Hintergrundlayer Topographische Karte.
3. ↑  Höhe nach grauer Beschriftung auf dem Hintergrundlayer Topographische Karte.
4. 1 2  Länge nach dem Layer Gewässernetz (AWGN).
5. ↑  Einzugsgebiet nach dem Layer Basiseinzugsgebiet (AWGN).
6. ↑  Schutzgebiete nach den einschlägigen Layern, Natur teilweise nach dem Layer Geschützte Biotope.
7. ↑  Seefläche nach dem Layer Stehende Gewässer.

### Andere Belege
1. ↑  Josef Schmithüsen: Geographische Landesaufnahme: Die naturräumlichen Einheiten auf Blatt 161 Karlsruhe. Bundesanstalt für Landeskunde, Bad Godesberg 1952. → Online-Karte (PDF; 5,1 MB)
2. ↑  Geologie nach:
  - Martin Ehlers/Andreas Felchle: Zaisersweiher - Ein Lesebuch zur Ortsgeschichte. IPa Verlag, Vaihingen(Enz) 2000, ISBN 3-933486-13-0,  S. 12–19
3. ↑  Höhe des Reutsees nach blauer Beschriftung auf dem Layer Rad, Wandern und Freizeit von:
  - Geoportal Baden-Württemberg (Hinweise)
4. ↑  Frühere Seen nach: Zaisersweiher. In: Karl Eduard Paulus (Hrsg.): Beschreibung des Oberamts Maulbronn (= Die Württembergischen Oberamtsbeschreibungen 1824–1886. Band 52). H. Lindemann, Stuttgart 1870 (Volltext [Wikisource]).